# Heinrich Berghaus
Heinrich Berghaus (født 3. maj 1797, død 17. februar 1884) var en tysk geograf og kartograf. 
Oprindelig ingeniør fik han 1816 ansættelse som ingeniørgeograf under Krigsministeriet i Berlin og deltog blandt andet i 
den store Triangulation af den preussiske Stat. 1825 blev han professor i anvendt matematik ved 
Bygningsakademiet. 1839-48 ledede han en  geografisk Læreanstalt, hvorfra blandt andre Hermann Berghaus, 
Henry Lange og August Petermann er udgåede. 
Blandt hans kartografiske Arbejder må særlig fremhæves Atlas von Asien (1833) og Physikalische Atlas (20 Lev. 1836-48, ny bearbejdet af Hermann Berghaus 1886). I tidens løb var Berghaus udgiver af flere geografiske tidsskrifter, saaledes »Hertha« (1825-29) og »Geographisches Jahrbuch« (1849-52), der fra 1855 udkom maanedlig under 
Petermann’s Ledelse som »Petermann’s Mittheilungen«. Af andre Værker kan fremhæves 
Allgemeine Länder- und Völkerkunde (1836-41), Grundriss der Geographie (1840-43) med flere.
- Physikalischer Atlas, 1845